# Guinness Storehouse
 (février 2025).
Si vous disposez d'ouvrages ou d'articles de référence ou si vous connaissez des sites web de qualité traitant du thème abordé ici, merci de compléter l'article en donnant les références utiles à sa vérifiabilité et en les liant à la section « Notes et références ».
Guinness Storehouse est une attraction touristique située à la brasserie St James Gate, à Dublin en Irlande.
Elle est l'une des attractions touristiques d'Europe à avoir été distinguée par un Thea Award, décerné par la Themed Entertainment Association.
L’entrepôt est aménagé sur sept étages à l'intérieur d'un atrium en verre en forme de pinte de Guinness. Le rez-de-chaussée présente les quatre ingrédients de la bière (l'eau, l'orge, le houblon et la levure), tandis que les autres étages se focalisent sur le fondateur de la brasserie, Arthur Guinness, sur l'évolution de la publicité autour de la bière, sur son histoire et sa méthode de création, et sur des activités de responsabilisation de la consommation d'alcool. Le dernier et septième étage abrite le Gravity Bar, qui offre une vue en hauteur à 360° sur la ville de Dublin.